# Michel Marie Claparède

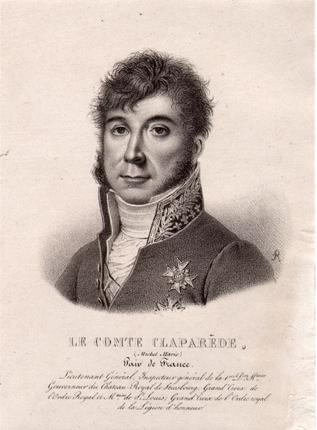
Michel Marie Claparède

Michel Marie Claparède (* 28. August 1770 in Gignac; † 23. Oktober 1842 in Montpellier) war ein französischer Général de division und Pair von Frankreich.

## Leben
Die Familie Claparède entstammte einem alten Adelsgeschlecht der Noblesse de robe. Im Jahre 1792 trat er in ein Freiwilligenbataillon ein und zog mit diesem über die Alpen nach Italien. Da er sich durch Intelligenz und Mut auszeichnete, wurde er schnell zum Capitaine befördert. Bald darauf erfolgte seine Beförderung zum Chef de bataillon und im Jahre 1800 wurde er in der Armée du Rhin zum Adjudant-général ernannt.
Unter dem Général Leclerc war er an der Expedition nach Santo Domingo beteiligt, wo er sich in allen Kampfhandlungen auszeichnen konnte und für seine Verdienste zum Général de brigade befördert wurde. Zurück in Frankreich wurde er zur Armee in Boulogne versetzt. Danach war er an der Schlacht bei Ulm und der Schlacht bei Austerlitz beteiligt. Hier fand er sich vor dem rechten Flügel der russischen Armee, die er mit Hilfe der ihm zur Verfügung stehenden 18 Kanonen zum Rückzug zwingen konnte. Erneute Verdienste erwarb er sich im Gefecht bei Saalfeld und in der Schlacht bei Jena; als er die Schlacht um 6 Uhr mit seiner Artillerie eröffnete. In der Schlacht bei Pułtusk (1806) und in der Schlacht bei Ostrołęka konnte er sich ebenfalls auszeichnen.
Am 8. Oktober 1808 zum Général de division befördert, attackierte er mit seinen Truppen in der Schlacht bei Ebelsberg die österreichische Nachhut und zersprengte sie. Danach stürzten sich die Franzosen auf die Truppen, die die Brücke über die Traun schützen sollten und warfen sie in den Fluss. Damit fand er sich plötzlich einer Hauptmacht von 30.000 Österreichern unter Feldmarschall-Lieutenant Johann von Hiller gegenüber.
Obwohl seine Lage kritisch zu werden begann, zögerte er nicht anzugreifen. Inzwischen hatte jedoch Feuer die Brücke zerstört und ein Rückzug wurde unmöglich gemacht. Erst nach drei Stunden intensiven Kampfes konnte er Verstärkungen erhalten.
In einem Bulletin wurde die Division Claparède lobend erwähnt,

„[…] sie habe allein drei Stunden gegen 30.000 Mann gekämpft und sich mit Ruhm bedeckt.“

Der General stand dann in der Schlacht bei Aspern, wo er im Getümmel verwundet wurde. Bald darauf kehrte er wieder zur Truppe zurück und übernahm eine Division in der Dalmatinischen Armee (Armée de Dalmatie), die zum Ausgang der Schlacht bei Wagram entscheidend beitrug.
Zum Großoffizier der Ehrenlegion ernannt, kämpfte Claparède in Spanien und in Portugal und wurde dann 1812 in die Grande Armée berufen, wo er das Kommando über eine polnische Division übernahm, mit der er dann nach Russland zog.
Im Juni 1812 kämpfte er mit seiner Division im Korps von Général Davout in der
Schlacht bei Mogiljow. Weiterhin in der Schlacht an der Moskwa und in der Schlacht an der Beresina, wo er ein weiteres Mal verwundet wurde.
Er zeichnete sich 1813 weiter im Feldzug in Deutschland aus und kehrte nach der Niederlage in der Völkerschlacht bei Leipzig nach Frankreich zurück. Hier gehörte er zu den Kommandanten unter Maréchal Marmont die 1814 die Schlacht bei Paris schlugen.
Nach der zweiten Rückkehr der Bourbonen 1815 wurde der Général Claparède zum Platzkommandanten von Paris bestellt und zum Generalinspekteur der 1. Militärdivision ernannt.
Noch in die Pairskammer berufen starb er am 23. Oktober 1842 in Montpellier und wurde auf dem Friedhof seiner Heimatgemeinde Gignac begraben.

## Verwundungen
- am 26. Dezember 1806 in der Schlacht bei Pułtusk;
- am 21. oder 22. Mai 1809 in der Schlacht bei Aspern
- am 29. November 1812 in der Schlacht an der Beresina

## Auszeichnungen
- Légion d’honneur:
  - Chevalier (Ritter) am 19. Mai 1802;
  - Grand officier (Großoffizier) am 17. Juli 1809;
  - Grand-croix (Großkreuz) durch königliche Verfügung vom 17. Januar 1815
- Ordre royal et militaire de Saint-Louis:
  - Chevalier (Ritter) durch Verfügung vom 8. Juli 1814;
  - Commandeur am 23. Mai 1825;
  - Grand-croix (Großkreuz) am 17. August 1826.

## Titel
- „Comte de l’Empire“ durch kaiserliches Dekret vom 19. März 1808. Bestätigt durch Adelsbrief vom 29. Juni 1808.
- Erbgrafschaft erneut bestätigt durch Verordnung vom 23. Juni 1816

## Sonstige Ehrungen

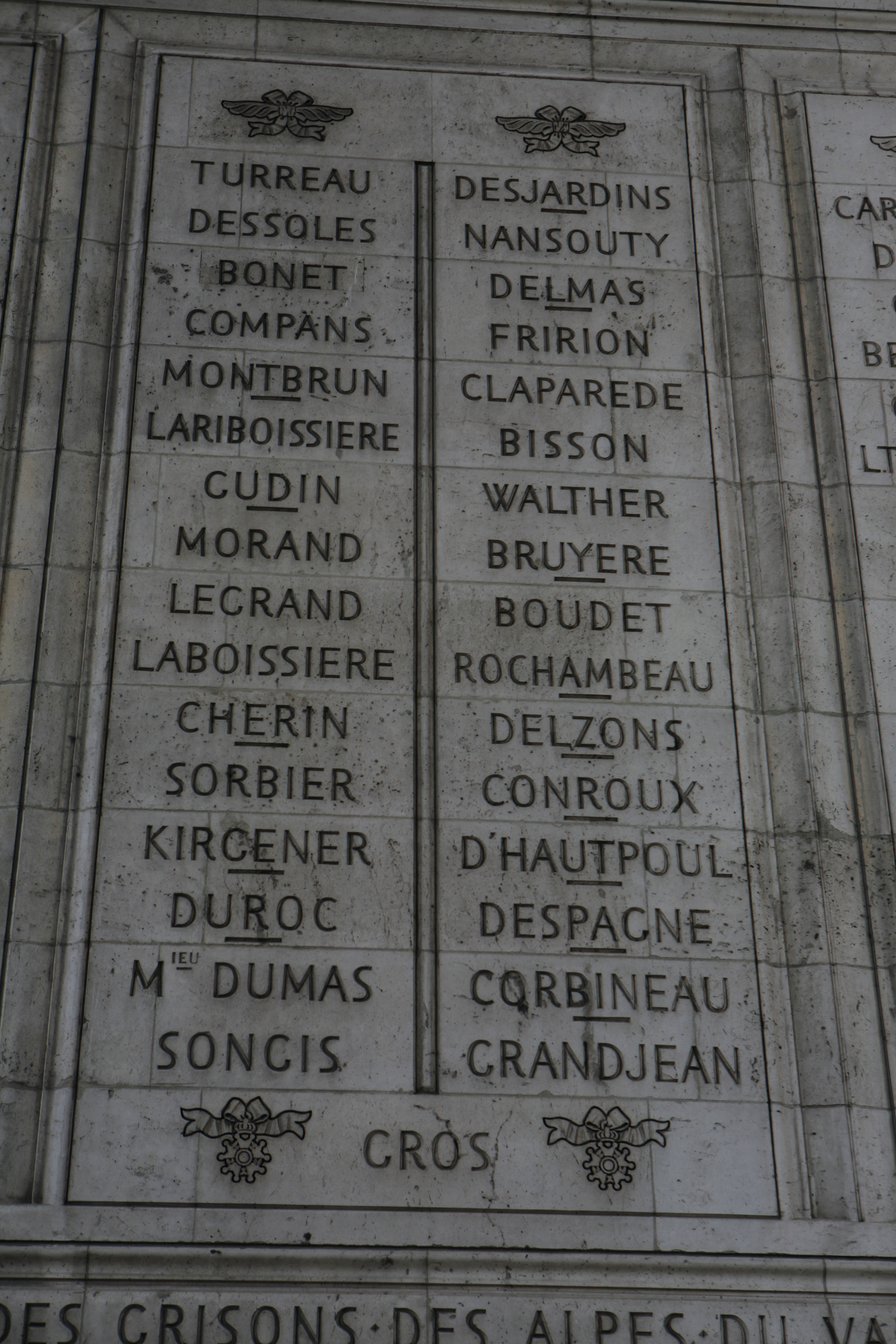
Ostpfeiler des Arc de triomphe

- Der Name CLAPAREDE ist in der 16. Kolonne auf dem Ostpfeiler des Arc de Triomphe in Paris eingraviert.
- In Montpellier heißt eine Verbindungsstraße zwischen dem Cours Gambetta und der Rue du Faubourg du Correau „Rue du Général Claparède“.
- In seiner Heimatstadt Gignac erinnert ein Denkmal an Général Claparède:

| Inschrift auf der Vorderseite der Stele, die eine Büste trägt: AU GENERAL CLAPAREDE 1770–1842 SA VILLE NATALE                                                                                 |
| Inschrift auf der Vorderseite des Sockels: VOLONTAIRE EN 1793 GENERAL EN 1802 COMTE DE L’EMPIRE PAIR DE FRANCE GRAND CROIX DE LA LEGION D’HONNEUR                                             |
| Inschriften auf den Seiten der Stele: Namen der Schlachten an denen Claparède teilgenommen hat.                                                                                               |
| Inschrift auf der Rückseite des Sockels: MONUMENT ELEVE PAR SOUSCRIPTION PUBLIQUE INAUGURE LE 14 AVRIL 1912 SOUS LA PRESIDENCE DU VICE AMIRAL SERVAN M ADRIEN BENEZECH ETANT MAIRE DE GIGNAC. |

## Weitere Funktionen
- Mitglied des Kriegsgerichts über den Maréchal Michel Ney.
- 1819 Gouverneur des königlichen Schlosses in Straßburg.
- Mitglied der Chambre des pairs per königlicher Verordnung vom 5. März 1819 mit einer Dotation von 12.000 Francs.